# منطقه اورومیا
منطقه اورومیا (به لاتین: Oromia Region) یکی از ۹ ایالت محلی اتیوپی است. مرکز این ایالت شهر آدیس آبابا است.

## خصوصیات
منطقه اورومیا ۲۸۴٬۵۳۸ کیلومترمربع مساحت و ۲۷٬۱۵۸٬۴۷۱ نفر جمعیت دارد.